# Polytela gloriosae
Polytela gloriosae – gatunek motyla z rodziny sówkowatych (Noctuidae), z podrodziny Glottulinae, występujący w Indiach i na Sri Lance. Jest charakterystycznym szkodnikiem lilii z gatunku Lilium parvum oraz gloriozy wspaniałej.

## Morfologia i ekologia
Gąsienica mierzy od 39 do 42 mm, ma brunatną głowę oraz ciało pokryte czarno-biało-czerwoną mozaiką. Stadium spoczynkowe, trwające od 15 do 20 dni, przechodzi w gruncie. Skrzydła przednie imago są czerwono-żółto-czarne z rzędem regularnych czarnych i żółtych kropek wzdłuż krawędzi. Skrzydła tylne czarne.